# 天塩川温泉

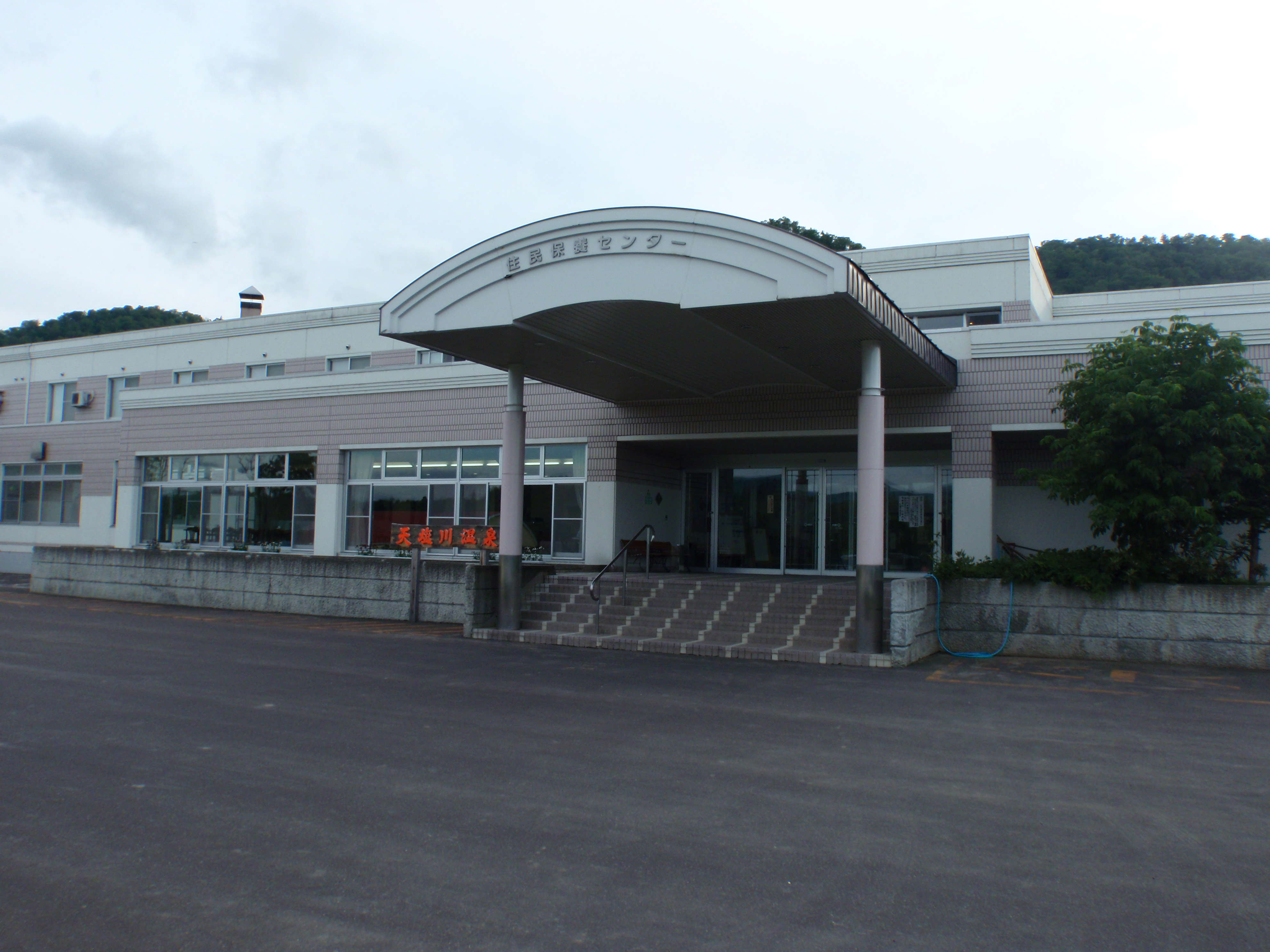
住民保養センター 天塩川温泉

天塩川温泉（てしおがわおんせん）は、北海道中川郡音威子府村咲来にある温泉。

## 泉質
- ナトリウム - 塩化物・炭酸水素塩泉（中性低張性冷鉱泉）
  - 源泉温度 8.9℃

## 温泉地
天塩川沿いの公園、リバーサイドパークの敷地内に宿泊施設と日帰り入浴施設を兼ねた「住民保養センター 天塩川温泉」が存在する。
男女別の内湯と、天塩川を望む露天風呂がある。加温濾過循環方式。湯舟は屋内に2つ、屋外に1つあるが、このうち常盤鉱泉（源泉）が使われているのは屋内の湯舟1つだけである（他2つは地下水）。

## 歴史
大正時代初期に当地のウッカヤタンタイ沢で鉱泉の湧出が発見され、薬効があることが分かったことにより「常盤鉱泉」の名称で飲用泉として販売が始まった。昭和に入り、湧水口付近に小屋を建てて小規模な浴用としての経営が始まったものの自然消滅した。
第二次世界大戦後、1965年（昭和40年）に至って鉱泉の権利者が本格的な温泉経営を目指して浴場建設が始まったが、資金難から工事半ばで放置され、権利者は死去した。
そこで、音威子府村では1972年（昭和47年）に故人から権利を買い取り、周辺の土地も別の権利者から買収、「音威子府村住民保養センター 天塩川温泉」を建設し、翌1973年（昭和48年）に開業した。1989年に現在の場所に新築、1998年に増築。2004年に改修。初は音威子府村営であったが、現在は指定管理者に運営が委託されている。

## アクセス
- 鉄道：宗谷本線天塩川温泉駅下車徒歩約10分
- バス：宗谷本線音威子府駅交通ターミナルより音威子府村地域バス（咲来・天塩川温泉方面。無料）にて約20分、天塩川温泉バス停下車